# Ligumia
Ligumia é um género de bivalve da família Unionidae.
Este género contém as seguintes espécies:
- Ligumia nasuta
- Ligumia recta